# 毎日信用組合

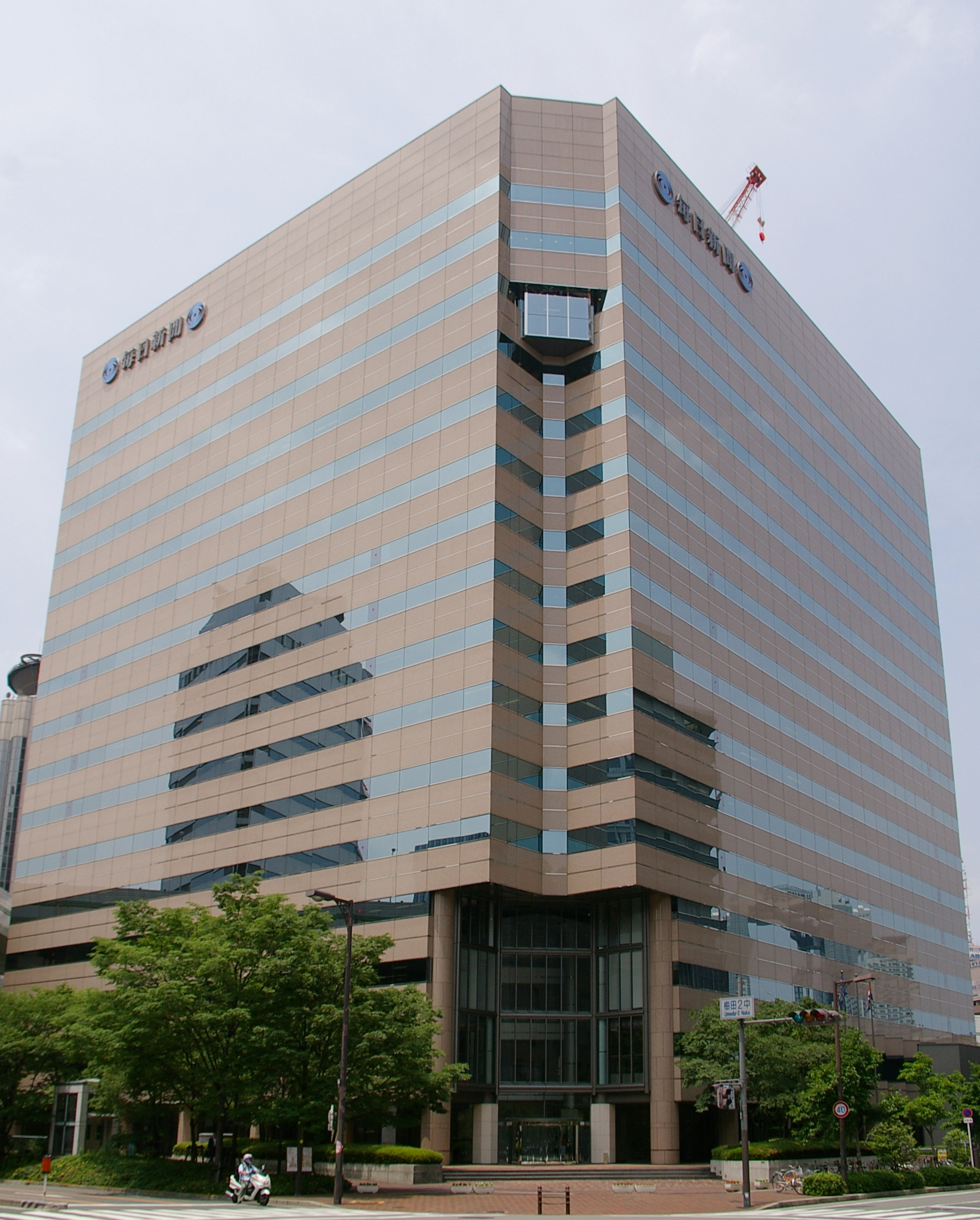
毎日信用組合本店が入居する毎日新聞大阪本社

毎日信用組合（まいにちしんようくみあい）は、日本の大阪市北区に本店を置く信用組合である。
毎日新聞社及びその関連企業の従業員を対象とした職域信用組合。東京本社内に支店、西部本社内に出張所が存在する。本店が毎日新聞大阪本社内に所在するのは前身の大阪毎日新聞（大毎）の関連事業として発足したことに由来する。略称は、まいしん。

## 沿革
- 1936年（昭和11年） 7月 大毎信用購買組合として設立
- 1943年（昭和18年） 2月 毎日信用購買組合に名称変更
- 1950年（昭和25年） 1月 市街地信用組合法による毎日信用組合となる
- 1950年（昭和25年） 4月 中小企業等協同組合法による組合となる

## 店舗
- 本店　大阪府大阪市北区梅田3-4-5毎日新聞大阪本社内
- 東京支店　東京都千代田区一ツ橋1-1-1毎日新聞東京本社内
- 西部出張所　福岡県北九州市小倉北区紺屋町13-1毎日新聞西部本社内